# Edward Bernays
Edward Louis Bernays (Vienna, 22 novembre 1891 – Cambridge, 9 marzo 1995) è stato un pubblicitario statunitense di origine austriaca. Celebre per la sua parentela con Sigmund Freud, Bernays fu uno dei primi spin doctor, ed è uno dei principali teorici della manipolazione dell’opinione pubblica a fini politici e commerciali. Assieme a Ivy Lee e a Walter Lippmann, è considerato uno dei padri delle moderne relazioni pubbliche, di cui, già nei primi anni del Novecento, teorizzò le principali regole fondanti.

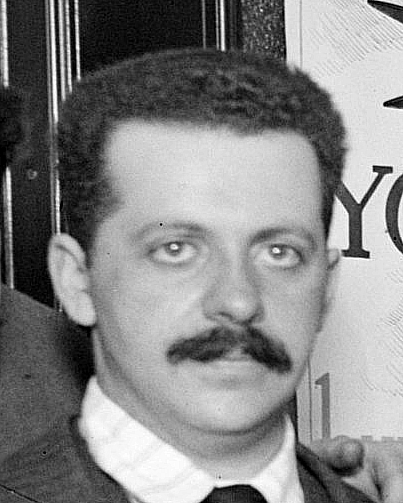
Edward Bernays, 1917

Combinando le idee di Gustave Le Bon (autore del libro Psicologia delle folle) e Wilfred Trotter (studioso del medesimo argomento) con le teorie sulla psicologia elaborate dallo zio, Bernays fu uno dei primi a teorizzare, sistematizzare e commercializzare metodi per utilizzare la psicologia del subconscio al fine di indirizzare le masse. A lui si devono le locuzioni "mente collettiva" e "fabbrica del consenso", concetti importanti nel lavoro pratico della propaganda.
Morto ultracentenario, è considerato fra le cento figure più influenti del XX secolo secondo una classifica stilata dal magazine Life..

## Biografia

### Gli anni '10: gli inizi
Nato a Vienna da genitori di religione ebraica, Bernays era nipote del pioniere della psicoanalisi Sigmund Freud. Il padre, Ely, era fratello della moglie di Freud, Martha Bernays, ma era a sua volta sposato con la sorella dello psicoanalista, Anna Freud Bernays. Nel 1892 la famiglia di Edward si trasferì a New York. Bernays aveva comunque mantenuto contatti con suo zio Sigmund e si recava spesso in vacanza a trovarlo sulle Alpi.
(Scott Cutlip, storico delle pubbliche relazioni)
A New York, Ely riuscì ad avviare con successo la sua attività, diventando un ricco commerciante di cereali, e incoraggiò il figlio a frequentare l'Università di Agricoltura. A vent'anni, nel febbraio 1912, Bernays si laureò in Agricoltura alla Cornell University di Ithaca, New York. Scelse di non seguire le orme del padre e, dopo il diploma, iniziò a lavorare nel giornalismo come pubblicista per un periodico, il National Nurseyman. Nel dicembre di quell'anno, gli venne proposta da un amico la collaborazione con due mensili di medicina, tra cui il Medical Review of Reviews.
Il primo successo di Bernays è collegato proprio alla sua attività per questa rivista. Nel 1913 il giornale medico pubblicò un commento positivo riguardo ad una discussa opera teatrale francese scritta dal drammaturgo Eugène Brieux dal titolo di Les Avariés (Il danno). La storia trattava il caso di un uomo affetto da sifilide, che nasconde alla sua donna la sua malattia. Dopo il matrimonio, la coppia ebbe un figlio sifilitico. Nel paese d'origine quest'opera destò scalpore a tal punto da venire censurata e rappresentata in un locale privato a causa dell'argomento affrontato, percepito come scomodo per il tema delle malattie sessualmente trasmissibili, e il coinvolgimento, nel racconto, della sanità pubblica.
Nel frattempo, in Europa, il famoso attore statunitense Richard Bennett espresse l'idea di riproporre l'opera nel suo paese, progettando anche la realizzazione di un film. Bernays previde la reazione avversa dei conservatori, e, in accordo con l'attore, si impegnò per sostenere l'iniziativa. Sfruttando il nome di Bennett e la reputazione della rivista medica, creò il Sociological Fund Commitee con lo scopo di appoggiare il progetto e ricevere adesioni. La raccolta fondi e la partecipazione di molti volti noti, soprattutto dello spettacolo, favorirono l'accettazione e lo sviluppo dell'opera, rinominata negli Stati Uniti Damaged Goods, nonché la successiva produzione dell'omonima pellicola, realizzata nel 1914 con lo stesso Bennett nel ruolo di protagonista e la regia di Tom Ricketts.
Dopo aver abbandonato il giornalismo, Edward continuò a operare nel mondo dello spettacolo. Tra i suoi principali clienti spiccavano personaggi come Sergej Pavlovič Djagilev, con la sua Compagnia dei balletti russi ed il loro celebre danzatore Vaclav Nižinskij, oltre al famoso cantante d'opera Enrico Caruso: Edward doveva occuparsi della promozione di questi artisti che dovevano esibirsi nel suo paese.

### I danzatori russi
A proposito dei danzatori russi, visto che il pubblico americano non aveva dimostrato sufficiente apprezzamento per quel genere di esibizioni, Bernays escogitò dei metodi di promozione che si dimostrarono molto efficaci. Organizzò una massiccia campagna pubblicitaria rivolgendosi alla stampa, inviando degli opuscoli di quattro pagine riguardanti il corpo di ballo, informazioni biografiche, foto e compositori delle musiche. In aggiunta, compose una vera e propria guida pubblicitaria di circa ottanta pagine contenenti immagini, note sui ballerini e varie informazioni, da distribuire durante la tournée. Si accordò con alcune aziende americane per avviare la produzione di oggetti ispirati alla compagnia e sfruttò le positive recensioni europee per incrementare i consensi dal pubblico. Come risultato di queste strategie, Diaghilev e i suoi danzatori vennero calorosamente accolti da una grande folla al porto di New York.

### La Prima Guerra Mondiale
La sera in cui Caruso stava cantando a Toledo in Ohio, il 6 aprile 1917, l'America dichiarò il suo ingresso nella prima guerra mondiale schierandosi al fianco delle potenze dell'Intesa contro la Germania e l'Austria. Il popolo si dimostrò inizialmente ostile verso questa scelta; così, per guadagnare il consenso dell'opinione pubblica, il governo americano, con a capo il presidente Thomas Woodrow Wilson, il 13 aprile 1917 istituì un comitato sull'informazione pubblica, il Committee on Public Information, conosciuto anche come Creel Committee (dal nome del suo ideatore, il giornalista George Creel).
Come parte del comitato vennero incaricati, oltre al presidente e Creel, ministri della guerra, degli esteri, della marina, pubblicitari, giornalisti ed anche Walter Lippmann e lo stesso Bernays in veste di consulenti. Il Creel Committee fu organizzato come un mezzo di propaganda bellica in grado di sfruttare più strumenti possibili, per diffondere l'idea dell'accettazione dell'ingresso dell'America in guerra. Vennero istituite anche delle sezioni estere con uffici in trenta paesi. Sul territorio nazionale furono diffusi migliaia di comunicati stampa, milioni di poster, tra cui il più noto raffigurante lo Zio Sam e la celebre frase "I Want You for US Army", oltre a manifesti, immagini e vari tipi di documenti propagandistici.
Anche all'interno dell'informazione e del cinema vennero introdotti metodi di propaganda pro-bellica, rispettivamente con la ''New Division e la Film Division. L'industria di Hollywood produsse una serie di film dal chiaro messaggio antitedesco, tra cui Gli artigli dell'unno, Il delinquente prussiano, All'inferno con il Kaiser, Il Kaiser la belva di Berlino.
Sei mesi di campagna propagandistica causarono la nascita e diffusione di decine di organizzazioni patriottiche, portando il paese ad un'isteria antitedesca così intensa da impressionare permanentemente il mondo degli affari statunitense (e, tra gli altri, anche Adolf Hitler) per la capacità di controllare l'opinione pubblica su larga scala. La Commissione creò anche i four minute men, un gruppo di circa 75 000 volontari autorizzati dal presidente, per diffondere discorsi della durata di quattro minuti che venivano proiettati nei cinema su argomenti forniti loro dal Comitato. Riuscirono a tenere oltre 750.000 discorsi in 5.200 località.
Il presidente Wilson aveva annunciato che "l'America non entrava in guerra per ristabilire i vecchi imperi, ma per portare la democrazia in tutta l'Europa". Bernays dimostrò capacità eccellenti nel contribuire a promuovere quest'idea sia in patria che all'estero e, alla fine della guerra, a soli 26 anni, anche lui come parte dello staff, accompagnò il presidente alla conferenza di pace a Parigi per tutta la sua durata. Uno degli slogan che dovevano promuovere era "fare del mondo una democrazia più sicura". La loro propaganda aveva ritratto Wilson come un eroe, un liberatore del popolo, un uomo che aveva creato un mondo nuovo in cui l'individuo sarebbe stato libero. Al termine della guerra Bernays promosse una campagna per il reinserimento dei reduci nel mondo del lavoro.

### La Propaganda e la manipolazione delle coscienze
Dopo essere tornato negli Stati Uniti, Bernays aveva intuito che, se era possibile usare la propaganda ai fini di guerra, era sicuramente possibile usarla anche in un contesto di pace. Dal momento che il termine propaganda era malvisto per via del suo largo uso da parte dei tedeschi, Bernays decise di trovare un nome alternativo per definire la sua attività, nominandola inizialmente "Direzione pubblicitaria" e stabilendosi in un piccolo ufficio a Broadway.
Sin dalla fine del XIX secolo, l'America era diventata una società di massa industrializzata, con milioni di abitanti raggruppati nelle città. Bernays era deciso a trovare nuovi modi per controllare e alterare il modo in cui queste nuove masse pensavano e sentivano. Per farlo, si rivolse agli scritti di suo zio Sigmund Freud. Mentre era a Parigi, Bernays aveva mandato allo zio dei sigari cubani in regalo. Per ricambiare, Freud gli mandò una copia della sua Introduzione alla psicoanalisi. Bernays la lesse e rimase affascinato dall'immagine di forze irrazionali nascoste all'interno della mente umana; si domandò se fosse possibile guadagnare manipolando l'inconscio.
Un concetto fondamentale che Bernays riprese da Freud fu che "c'è molto di più dietro la scelta di prendere le decisioni, non solo a livello individuale, ma anche in modo più importante, a livello di gruppi", con l'idea che l'informazione guida il comportamento. Formulò, in tal modo, l'ipotesi che era necessario trovare quello che doveva evocare l'emozione irrazionale della gente. Questo mise Edward in una situazione molto diversa da quella di altri colleghi attivi nel suo campo, e anche della maggior parte dei funzionari governativi e dei dirigenti dell'epoca, che sostenevano bastasse bombardare la gente con fatti e informazioni e questi avrebbero ascoltato e acconsentito.

### Le Corporation e l'induzione di bisogni non necessari
Quello che Bernays stava facendo affascinava le grandi corporations americane, che dopo la fine della guerra si erano trovate ricche e potenti, ma avevano una preoccupazione che si insinuava: il sistema di produzione di massa aveva prosperato durante la guerra, e adesso milioni di beni venivano riversati dalle linee di produzione. Ciò che li spaventava era il rischio della sovraproduzione, e il fatto che si sarebbe giunti al punto in cui la gente avrebbe posseduto troppe cose e avrebbe semplicemente smesso di comprarle. Fino a quel punto la maggior parte dei prodotti erano ancora venduti alle masse sulla base di una necessità: mentre i ricchi erano abituati da tempo a beni di lusso, per milioni di lavoratori americani la maggior parte dei prodotti erano ancora pubblicizzati come necessità. Prodotti come scarpe, calze da donna, persino automobili, erano ancora venduti sulla base della loro funzionalità e durabilità. Fino a quel tempo, lo scopo delle pubblicità era semplicemente di mostrare alla gente le virtù pratiche del prodotto e niente di più.
Le corporations capirono quello che avrebbero dovuto fare: trasformare il modo in cui la maggior parte degli americani pensava ai prodotti. Uno dei banchieri più in vista di Wall Street, Paul Mazur della Lehman Brothers, aveva le idee chiare su cosa fosse necessario: "Dobbiamo cambiare l'America da essere una cultura dei bisogni, ad essere una cultura dei desideri", scrisse Mazur, "Bisogna insegnare alla gente a volere cose nuove, anche prima che le cose vecchie siano state consumate del tutto. Dobbiamo formare una nuova mentalità in America. I desideri dell'uomo devono mettere in ombra le sue necessità".
Fino a quel momento non esisteva il consumatore americano, esisteva il lavoratore americano e il proprietario americano, e questi producevano e risparmiavano, consumavano ciò che era necessario, mentre i ricchi acquistavano beni di cui non avevano bisogno. Mazur immaginò di rompere con tutto questo, proponendo di creare un mondo in cui non si compravano le cose che servivano, di cui si aveva bisogno, ma quelle che si desideravano.
L'uomo che sarebbe stato al centro di questo cambio di mentalità per le corporations americane era Edward Bernays. Era sicuramente l'uomo che più di ogni altro metteva in pratica le teorie psicologiche, qualcosa di essenziale per aiutare le corporations ad affascinare e manipolare le masse in modo efficace. I dirigenti commerciali e quelli dei reparti vendite erano molto interessati a conoscere le motivazioni che spingono la mente umana, ed erano molto aperti alle tecniche di Bernays, che potevano essere usate per vendere i prodotti alle masse.

### Anni '20: l'ascesa
Dal 1920 scelse di modificare il nome della sua attività: sostituì il vecchio titolo del suo ufficio da "Direzione pubblicitaria" a "Ufficio di relazioni pubbliche", rinominandosi "consulente in relazioni pubbliche"; era la prima volta che veniva usato quel termine. In questo periodo si sposò con Doris E. Fleischman, nel 1922. Dall'inizio degli anni venti le banche di New York finanziarono la costruzione di catene di supermercati e negozi in tutta l'America, che avrebbero venduto i beni prodotti a livello industriale. Il lavoro di Bernays ora era quello di costruire un nuovo tipo di consumatore. Bernays cominciò a creare molte delle tecniche di persuasione di massa utilizzate ancora oggi. Il 1923 fu l'anno di pubblicazione del suo libro, Cristallizing public opinion, che anni dopo si scoprì aver ispirato il Ministro della Propaganda nazista Joseph Goebbels.
Bernays fu assunto da William Randolph Hearst per pubblicizzare le sue nuove riviste femminili, e lui le rese affascinanti, inserendo articoli e inserzioni pubblicitarie che collegavano oggetti che venivano prodotti da altri suoi clienti e famose stelle del cinema come Clara Bow, anche lei sua cliente. Bernays cominciò anche a inserire pubblicità occulte nei film, e a vestire le stelle alle prime dei film con vestiti e gioielli prodotti da altre ditte che lui rappresentava. Si vantava di essere stato la prima persona a dire ai produttori di automobili che potevano vendere le macchine come simboli della sessualità maschile. Pagava alcuni psicologi per dire che un certo prodotto era una cosa buona per i clienti e poi fingeva che tali informazioni provenissero da ricerche indipendenti. Organizzava sfilate di moda nei grandi magazzini e pagava le celebrità per ripetere il nuovo messaggio essenziale: non si compravano più le cose solo per soddisfare dei bisogni, ma per esprimere agli altri il proprio senso di identità.
(Mrs. Stillman, famosa aviatrice degli anni 20)
Nel 1927, un giornalista statunitense scrisse: "La nostra democrazia ha subito un cambiamento: si chiama consumismo. Per il suo paese il cittadino americano non ha più importanza in qualità di cittadino, ma in qualità di consumatore". A sua volta, questa ondata di consumismo aiutò a creare un boom economico in borsa e, anche in questo caso, Edward Bernays venne coinvolto per promuovere la nuova idea che la gente comune avrebbe dovuto comprare azioni, prendendo in prestito denaro da banche che erano anch'esse rappresentate da lui. E ancora una volta, milioni di persone seguirono il suo consiglio.
Bernays aveva maturato delle conoscenze uniche su come la grande massa della gente avrebbe reagito ai prodotti o alle idee. Ma a livello politico, se si fosse presentato in pubblico, pareva difficile che sarebbe riuscito a radunare anche solo poche persone ad ascoltarlo. Bernays non aveva particolari capacità nell'esprimersi, aveva un aspetto un po' buffo, e non aveva alcuna abilità nel parlare direttamente alla gente. Non parlava e non pensava alla gente in gruppi di un singolo individuo, pensava alla gente in termini di migliaia di individui.

### Il Presidente Calvin Coolidge
Bernays diventò presto famoso come "l'uomo che capiva la psiche della folla", e nel 1924 venne contattato dall'allora presidente degli Stati Uniti Calvin Coolidge. Coolidge era un uomo tranquillo e taciturno, era diventato la barzelletta della nazione. La stampa lo ritraeva come un'opaca figura di umanista. La soluzione di Bernays fu di fare esattamente come aveva fatto per i prodotti: convinse 34 stelle dello spettacolo a visitare la Casa Bianca, e per la prima volta la politica venne coinvolta nelle pubbliche relazioni. Bernays organizzò una prima colazione nella residenza tra il presidente, la first lady e il gruppo di artisti, tra cui Al Jolson, Ed Wynn, le Dolly Sisters, che fece giungere di prima mattina con un treno da New York. Durante quell'evento Bernays, per dimostrare la personalità amichevole del presidente, gli presentò i 34 attori. Il giorno dopo, tutti i giornali degli Stati Uniti misero in prima pagina titoli come "il presidente Coolidge intrattiene gli attori alla Casa Bianca". Il The Times aveva un titolo che diceva: "Il presidente ha quasi riso". In seguito Bernays rivelò che il presidente non si disse entusiasta dell'intrusione dei numerosi estranei.

### La crisi dello Zio Freud
Mentre Bernays negli Stati Uniti stava diventando ricco e potente, a Vienna suo zio era sull'orlo del disastro. Come la maggior parte dell'Europa, Vienna stava affrontando una crisi economica e aveva un'altissima inflazione. Freud aveva dovuto spendere tutti i suoi risparmi, ed era sull'orlo della bancarotta, quindi scrisse al nipote per chiedergli un aiuto. Bernays rispose organizzando per la prima volta la pubblicazione delle opere di Freud in America, e cominciò a mandare allo zio del denaro che teneva nascosto in un conto bancario all'estero. Bernays divenne in un certo senso l'agente di Freud e, una volta che vennero pubblicate le sue opere, non dovette fare altro che promuoverle, fare in modo che tutti le leggessero, rendendole controverse ed esaltandone alcune tematiche scottanti, come la sessualità. Una volta che Freud venne accettato e riconosciuto negli Stati Uniti, Bernays poté sfruttare il suo legame di parentela per incrementare la sua credibilità. Prima lo rese noto, poi lo fece accettare, e solo in ultimo capitalizzò su di lui.
Bernays inoltre suggerì a Freud di promuovere la sua opera negli Stati Uniti in prima persona. Propose allo zio di scrivere un articolo per Cosmopolitan, una rivista che Bernays rappresentava, dal titolo: "Il luogo della psiche della donna nella casa". Freud si infuriò, e rispose che un'idea tale era impensabile, volgare, e che in ogni caso lui odiava l'America. Freud stava diventando sempre più pessimista a proposito degli esseri umani. Nella metà degli anni venti si ritirava d'estate sulle Alpi, soggiornando a volte in un vecchio albergo, la Pension Moritz a Berchtesgaden, oggi ormai andato in rovina. Freud cominciò a scrivere a proposito del comportamento di gruppo, della facilità con cui le forze inconsce aggressive degli esseri umani potessero essere scatenate quando si trovavano in gruppo. Freud credeva di aver sottovalutato gli istinti aggressivi degli esseri umani, che questi fossero molto più pericolosi di quanto pensasse in precedenza.

### La pubblicazione delle Opere di Freud in America
La pubblicazione delle opere di Freud in America negli anni venti ebbe un effetto straordinario su giornalisti e sugli intellettuali. Quello che li affascinava e li spaventava nello stesso tempo, era il quadro che Freud dipingeva delle pericolose forze nascoste sotto la superficie della società moderna, forze che avrebbero facilmente potuto irrompere e creare folle inferocite, che avrebbero addirittura potuto distruggere i governi. Molti di loro ritenevano che questo era ciò che era successo in Russia. Per molti, questo significava che uno dei principi guida della democrazia di massa era sbagliato: la convinzione che ci si poteva fidare del fatto che gli esseri umani prendano decisioni su una base razionale. Lo scrittore politico di riferimento Walter Lippmann sosteneva che, se davvero gli esseri umani erano guidati da forze irrazionali inconsce, era necessario ripensare la democrazia. Quello che serviva era una nuova élite, che potesse governare quello che lui chiamava "il branco selvaggio", e ciò sarebbe stato possibile usando tecniche psicologiche che avrebbero tenuto sotto controllo i sentimenti inconsci delle masse.

### Il controllo sociale e la psicologia
Lippman era probabilmente il più influente commentatore politico degli Stati Uniti, ed essenzialmente affermava che il meccanismo di base della mente della massa è l'irrazionalità, l'assenza della ragione, l'animalità. Secondo la sua visione, la gente che si trasforma nel "branco selvaggio" non è guidata dalla mente ma dalla spina dorsale. Con questa idea di istinti animali, istintive pulsioni inconsce che stanno in agguato sotto la superficie della civiltà, iniziò ad occuparsi di psicologia per poter capire i meccanismi con cui funziona la mente della gente, con l'intenzione specifica di capire come poter applicare quei meccanismi a strategie di controllo sociale.
Edward Bernays era affascinato dalle idee di Lippman e cercò di usarle per promuovere sé stesso. Negli anni venti, cominciò a scrivere una serie di libri per sostenere di essere stato il primo ad aver sviluppato le tecniche che Lippman proponeva di applicare. Stimolando i desideri interiori della gente e poi soddisfacendoli con prodotti di consumo, stava creando un nuovo modo di governare la forza irrazionale delle masse, che lui chiamava "ingegneria del consenso".

### Propaganda
Nel 1928 pubblicò Propaganda (l'unica delle sue opere ad essere tradotta in lingua italiana, solo ottant'anni dopo), il suo libro più celebre, in cui scriveva come il consulente di relazioni pubbliche anticipa gli umori della gente.
Nella sostanza, la sua convinzione era che una manipolazione consapevole e intelligente delle opinioni e delle abitudini delle masse, svolge un ruolo importante in una società democratica. Nasceva così il concetto - caro appunto alla propaganda in chiave politica - secondo cui chi è in grado di padroneggiare questo dispositivo sociale può costituire un potere invisibile capace di dirigere una nazione:
Per Bernays la democrazia era un concetto meraviglioso, ma era convinto che l'uomo della strada non avesse opinioni affidabili e che potesse votare per la persona sbagliata o desiderare la cosa sbagliata, quindi credeva che dovesse essere guidato dall'alto. Si trattava di una forma di dittatura. Fare appello ai desideri ed alle paure più profonde, per usarli ai propri fini.
Nel 1928 gli venne assegnato il compito di lanciare un modello di automobile, la Dodge Victory Six, riuscendo a sfruttare uno spazio in un programma radiofonico di un'ora trasmesso in tarda serata, a cui parteciparono molte star dello spettacolo. Il programma fu un successo, battendo i record di ascolti in tutti gli Stati Uniti.

### Le torce della libertà
Nel 1929 Bernays realizzò una delle sue iniziative più eclatanti: quella di convincere le donne a fumare, nota anche come "Le fiaccole della libertà". A quel tempo il fumo stava divenendo un vizio crescente negli Stati Uniti, ma per le donne era considerato un tabù, a loro non era consentito fumare in pubblico. Nel 1922 a New York una donna venne addirittura arrestata per aver acceso una sigaretta in strada. Nel 1928 George Washington Hill, presidente dell'associazione dei produttori di tabacco americani (American Tabacco Company), si rivolse a Bernays per trovare il modo di infrangere questo divieto ed aprire il mercato al pubblico femminile. Hill gli disse che l'associazione stava perdendo metà del loro mercato perché gli uomini avevano invocato il tabù sul fatto che le donne fumassero in pubblico. Edward consultò uno psicoanalista, tale Abraham Arden Brill, per scoprire cosa significassero le sigarette per le donne. Studioso di origini austriache, Brill era stato uno dei primi in America a praticare la psicanalisi, ed aveva studiato in Svizzera con Carl Gustav Jung, oltre ad aver tradotto in inglese molte delle sue opere, assieme a quelle di Freud. In cambio di una grossa somma, Brill confidò a Bernays che secondo lui per le donne le sigarette rappresentavano il simbolo maschile per eccellenza, il pene, e il potere 'sessuale' del maschio. Brill disse a Bernays che se fosse stato possibile trovare il modo di collegare le sigarette all'idea di sfidare il potere maschile, allora le donne avrebbero fumato, perché in quel modo avrebbero posseduto un proprio "pene".
Ogni anno a Broadway, quartiere di New York, si teneva una tradizionale parata di Pasqua a cui partecipavano migliaia di persone. Nell'edizione del 1929, Bernays decise di organizzare un evento: convinse un gruppo di dieci ricche debuttanti femministe a nascondere delle sigarette Lucky Strike sotto la gonna, poi avrebbero sfilato nella parata e ad un suo segnale, le avrebbero accese con fare teatrale. Bernays nel frattempo aveva informato la stampa del fatto che aveva sentito dire che un gruppo di suffragette avrebbe inscenato una protesta accendendo quelle che loro chiamavano "le torce della libertà". Egli sapeva che questo evento avrebbe destato scalpore e che tutti i fotografi sarebbero stati pronti a catturare l'evento. Quindi aveva già preparato la frase "le torce della libertà"; aveva trovato un simbolo, le giovani donne debuttanti, che fumavano una sigaretta in pubblico, con una frase che significava che chiunque fosse favorevole all'uguaglianza avrebbe dovuto sostenerle nel dibattito che ne sarebbe scaturito, perché le torce erano "della libertà". La frase era un chiaro riferimento alla statua della Libertà, simbolo che richiamava l'unità della nazione ed i suoi valori, e che era presente su tutte le monete americane. Il giorno seguente, questo avvenimento non era stato documentato solo sui giornali di New York, ma in quelli di tutti gli Stati Uniti e nel mondo. Il 1º aprile del '29 il The New York Times scriveva: "Gruppo di ragazze accendono delle sigarette come gesto di libertà". Da quel giorno in poi, le vendite delle sigarette alle donne aumentarono. Nonostante non fosse riuscito ad eliminare completamente il tabù, Bernays aveva reso questo fatto maggiormente accettato dalla società con un solo atto simbolico. Quello che egli aveva creato era l'idea che se una donna fumava, ciò l'avrebbe resa più potente e indipendente, un'idea che sopravvive ancora oggi. Questa campagna fece aumentare le vendite a tal punto che la società Philip Morris riprese più tardi questa idea per gli uomini, lanciando la figura del famoso cowboy Marlboro. Trent'anni dopo l'accaduto, Bernays si disse pentito per le conseguenze sulla salute delle donne causate da quell'evento, schierandosi a favore di una campagna contro i danni del fumo, ed ottenendo gli apprezzamenti della Action on Smoking & Health. In quell'occasione dichiarò "Se avessi saputo nel 1928 quello che so oggi avrei rifiutato l'offerta di Hill".

### La connessione emozionale ai prodotti
Dall'episodio delle "Fiaccole della libertà" Bernays capì che era possibile spingere la gente a comportarsi in modo irrazionale se si collegavano i prodotti ai loro desideri emotivi e sentimenti. L'idea che fumare rendesse le donne realmente più libere era completamente irrazionale, ma le faceva sentire più indipendenti. Significava che oggetti insignificanti potevano simboleggiare con forza emotiva il modo in cui un individuo voleva essere visto dagli altri. Bernays si rese conto che il modo di vendere un prodotto "non era di venderlo al tuo intelletto (come per esempio il fatto di comprare un'automobile), ma che tu ti saresti sentito meglio se l'avessi comprata". Fu probabilmente lui a creare l'idea che la gente non acquistava più semplicemente una cosa, ma che era direttamente coinvolta anche a livello emotivo e personale con il prodotto o con il servizio. Non si trattava di "avere bisogno di quel vestito", ma piuttosto di "sentirsi meglio con quel vestito", e questo fu il suo autentico contributo: l'idea di una connessione emozionale con un prodotto o servizio.
Le idee di Bernays e Lippman sul governare le masse presero l'ideale datico e lo trasformano in un palliativo, in una sorta di distribuzione della pillola della felicità che avrebbe risposto ad un dolore o una necessità immediati, ma senza che ne cambiasse affatto le circostanze oggettive. L'idea della democrazia era centrata sull'idea di cambiare i rapporti di potere che avevano governato il mondo così a lungo, e l'ideale democratico di Bernays era invece di mantenere i rapporti di potere, anche se ciò voleva dire che era necessario stimolare la vita psicologica del pubblico. Secondo lui era questa la cosa da fare. Ma se chi sta al potere riesce a stimolare continuamente il 'Sé irrazionale', in pratica può continuare a fare quello che vuole.
Bernays era diventato una figura centrale nell'élite finanziaria che dominava la società americana e la politica negli anni venti. Era anche diventato molto ricco e viveva in una suite in uno dei più costosi alberghi di New York, nell'attico dell'Hotel Sherry-Netherland, con vista su Central Park, dove spesso teneva delle feste. Usava questo posto per organizzare delle serate a cui partecipava il sindaco, gli esponenti dei media, i leader politici, i leader della finanza, quelli del mondo artistico; tutti volevano conoscerlo per la sua grande notorietà. Aveva contatti con molta gente, tra cui il sindaco, e i senatori, aveva anche la possibilità di chiamarli al telefono. Questa estrema importanza e popolarità, e le conoscenze sulle strategie psicologiche per controllare le masse l'avevano portato a considerare la gente attorno a lui come stupida: se qualcuno avesse fatto le cose diversamente da come le avrebbe fatte lui, lo avrebbe ritenuto un cretino.

#### Il crollo di Wall Street
Nel 1929 arrivò al potere un presidente che era d'accordo con Bernays: Herbert Hoover fu il primo presidente ad articolare l'idea che il consumismo sarebbe dovuto diventare il motore della vita americana. Dopo la sua elezione disse a un gruppo di pubblicitari e addetti alle pubbliche relazioni: "Voi avete accettato il compito di creare i desideri delle persone, e di trasformarle in macchine della felicità che si muovono continuamente, macchine che sono diventate la chiave del progresso economico". Quello che cominciava ad emergere negli anni venti era una nuova idea sul come gestire una democrazia di massa centrata sul 'Sé consumatore', che non solo faceva funzionare l'economia, ma era anche felice e docile, e così aiutava a costruire una società stabile.
Il 1929 era anche l'anno del Light's Golden Jubilee, il 50º anniversario dell'invenzione della lampadina, in onore di Thomas Edison. Le grosse aziende General Electric e Westinghouse incaricarono Bernays di organizzare questo grande evento nazionale. La campagna ebbe inizio in maggio e si concluse il 21 ottobre a Dearborn, Michigan. Durante questi sei mesi, Bernays inviò ai principali quotidiani nazionali e locali articoli su Edison e sulla storia della lampadina, mentre citò all'interno della lettera di presentazione la presenza di Hoover e Henry Ford. Al termine della campagna, il 21 ottobre, si sarebbe celebrata l'apertura del nuovo Edison Institute of Technology, inaugurata dal presidente Hoover in persona. Presenti a quell'evento erano, oltre a Bernays e Hoover, i leader delle maggiori corporazioni americane, banchieri, e personaggi celebri tra cui John D. Rockefeller, Henry Ford, Orville Wright, Marie Curie, oltre ad una grande mobilitazione delle agenzie stampa, cinegiornali, quotidiani e settimanali. Ma, proprio mentre si stavano radunando, cominciarono ad arrivare notizie dalla borsa di New York: alcuni titoli stavano crollando in modo catastrofico. Per tutti gli anni venti gli speculatori avevano preso in prestito miliardi di dollari. Le banche avevano promosso l'idea che questa era una nuova era in cui i crolli dei mercati erano ormai una cosa passata, ma si sbagliavano. Quello che stava accadendo era il più grave crollo nella storia dei mercati borsistici. Gli investitori erano in preda al panico e cominciarono a vendere, mossi da una furia cieca che non poteva essere fermata da nessuna rassicurazione da parte delle banche o dei politici. Il 29 ottobre 1929 fu il giorno del crollo di Wall Street, definito in seguito come Big Crash. L'effetto del crollo sull'economia americana fu disastroso: nella prospettiva di una recessione e della disoccupazione, milioni di lavoratori americani smisero di comprare beni di cui non avevano bisogno. Il boom dei consumi che Bernays aveva progettato lavorando duramente, sparì all'improvviso, e la professione delle pubbliche relazioni perse popolarità. L'effetto del crollo di Wall Street fu catastrofico anche sull'Europa, e rese più intense le crescenti crisi economico-politiche delle nuove democrazie. Sia in Germania che in Austria si verificarono scontri violenti in piazza tra i bracci armati dei diversi partiti politici.

### Anni '30
Su questo sfondo, Freud, che soffriva di cancro alla mascella, si ritirò ancora una volta sulle Alpi. Scrisse un libro che intitolò Il disagio della civiltà; era un attacco deciso all'idea che la civiltà fosse l'espressione del progresso umano. Piuttosto, affermava Freud, la civiltà era stata costruita per controllare i pericolosi istinti animali presenti nell'essere umano. Ciò che era implicito nella nuova argomentazione di Freud era l'impossibilità dell'idea di una libertà individuale come cuore della democrazia. Agli esseri umani, in realtà, non doveva essere permesso di esprimersi liberamente fino in fondo, perché era troppo pericoloso. Dovevano essere sempre controllati, e di conseguenza sarebbero stati sempre insoddisfatti.
Freud non era il solo ad essere pessimista: politici come Adolf Hitler emersero da una grande delusione a proposito della democrazia degli anni venti. I nazisti erano convinti che la democrazia fosse pericolosa perché dava libero sfogo a un individualismo egoistico, senza fornire i mezzi per controllarlo. Il partito di Hitler partecipò alle elezioni promettendo nella campagna elettorale che avrebbe abolito la democrazia per via del caos e della disoccupazione che aveva provocato.

### Il Nazismo
Nel marzo del 1933, i nazionalsocialisti vennero eletti al potere in Germania e si accinsero a creare una società che avrebbe controllato gli esseri umani in modo diverso. Uno dei loro primi interventi fu di prendere il controllo degli affari: i piani sulla produzione in futuro sarebbero stati fatti dallo Stato: il libero mercato era troppo instabile, come aveva dimostrato il crollo in America. Perfino il tempo libero dei lavoratori era organizzato dallo Stato tramite una nuova organizzazione chiamata "forza per mezzo della gioia", uno dei suoi motti era: "Servizio, non Sé". Ma i nazisti non vedevano questo come il ritorno ad una vecchia forma di controllo autocratico, si trattava invece secondo loro di una nuova alternativa alla democrazia, nella quale i sentimenti ed i desideri delle masse sarebbero stati ancora centrali, ma sarebbero stati incanalati in modo da tenere insieme la Nazione. Il principale esponente di questa teoria era Joseph Goebbels, Ministro della Propaganda: "Mantenere il potere con la forza delle armi può essere una cosa buona, ma è molto meglio conquistare il cuore della nazione e mantenere il suo affetto". Goebbels organizzava dei grandi raduni, diceva che la loro funzione era forgiare la coscienza della nazione unificando pensieri, emozioni e desideri. Come disse ad un giornalista americano, tra le cose che lo avevano ispirato, c'erano anche gli scritti del nipote di Freud, Edward Bernays. Nelle sue opere sulla psicologia della folla, Freud aveva scritto come la spaventosa irrazionalità nascosta nell'essere umano potesse emergere quando si trovava in gruppo, perché quelle che lui chiamava profonde forze libidinali dei desideri si arrendono al leader, mentre gli istinti aggressivi sono scatenati contro chi sta fuori dal gruppo. Freud scriveva questo come avvertimento, mentre i nazisti incoraggiavano deliberatamente queste forze, perché credevano di essere in grado di guidarle e controllarle.
Freud diceva che le masse sono legate da forze libidinali, amano chi è al proprio interno e delegano le loro idee e i loro sentimenti a chi sta a capo. Le forze libidinali sono forze d'amore, mentre l'odio viene proiettato verso l'esterno. Durante le manifestazioni di Hitler, centinaia di migliaia di persone, passandogli vicino andavano completamente in delirio, gridavano come ossessi, come dementi. Questo a conferma di come queste incontrollabili forze irrazionali erano emerse in Germania e nei tedeschi. Avevano fatto irruzione nella società e si scatenavano senza freni quando marciava il partito.

### Roosevelt e il New Deal
Anche in America la democrazia era minacciata dalla forza delle folle inferocite. Gli effetti del crollo di Wall Street erano stati disastrosi. La violenza cresceva, la popolazione in preda alla rabbia sfogava le sue frustrazioni attaccando le grandi 'corporations', che venivano viste come causa del disastro. La Grande Crisi non sembrò tuttavia pesare particolarmente sull'attività di Bernays, visto che poteva ancora vantare tra i suoi clienti molte prestigiose industrie come Procter & Gamble, New Jersey Telephone, Dodge, e Filene's. I suoi guadagni all'epoca erano rimasti sempre di tutto rispetto nonostante la crisi dell'industria.
A dimostrazione del fatto che la sua professione era ancora attiva, nel 1932 la General Motors si rivolse a lui perché l'aiutasse a risollevarsi dal crollo delle vendite, che di recente erano calate del 46,6%. L'intento della compagnia era quello di affidare al Bernays la promozione dei loro veicoli al salone dell'auto che si sarebbe svolto a New York. La sua idea fu quella di "attrarre chi spende generosamente, e lanciare una nuova linea di automobili destinate ad offrire il massimo comfort", proponendo a tal fine di migliorare il sistema di aerazione. Bernays organizzò il Metropolitan Committee on Better Transportation, distribuendo un comunicato che invitava l'industria di automobili ad apportare le modifiche da lui proposte, e così la General Motors poté dirsi disposta a soddisfare la richiesta.

### Il Presidente Roosevelt
Nello stesso 1932, venne eletto un nuovo presidente, Franklin Delano Roosevelt: anche lui prometteva di usare il potere dello Stato per controllare il libero mercato. Ma il suo obiettivo non era distruggere la democrazia, bensì renderla più forte, e per fare questo avrebbe messo a punto un nuovo modo di relazionarsi con le masse. Era l'inizio di quello che sarebbe stato famoso come il New Deal: Roosevelt radunò a Washington un gruppo di giovani tecnocrati e pianificatori, disse loro che avevano il compito di progettare e gestire nuove e grandi iniziative industriali per il bene della Nazione. Roosevelt era convinto che il crollo della borsa avesse dimostrato che il capitalismo senza regole non era più in grado di mantenere una moderna economia industriale, e che quello fosse invece il compito del governo. La grande finanza reagì con orrore, ma allo stesso tempo il New Deal suscitò l'ammirazione dei nazisti, specialmente quella di Joseph Goebbels.
Roosevelt, come i nazisti, stava cercando di riorganizzare diversamente la società ma, a differenza dei nazisti, credeva nella razionalità degli esseri umani, e che ci si potesse fidare della loro partecipazione attiva nel governo. Roosevelt credeva che fosse possibile spiegare le sue politiche ai cittadini comuni e tenere in considerazione le loro opinioni. Ad aiutarlo a fare questo furono le nuove idee di uno studioso statunitense di scienze sociali ed esperto di statistica, George Gallup. Gallup e l'analista della rivista statunitense Fortune Elmore Roper rifiutavano l'idea di Bernays secondo cui gli esseri umani erano preda di forze inconsce, e che quindi andassero controllati. Il loro sistema di sondaggi d'opinione era basato sull'idea che ci si potesse fidare del fatto che la gente sapeva quello che voleva. Loro sostenevano che fosse possibile misurare e prevedere opinioni e comportamenti del pubblico, facendo domande strettamente legate ai fatti, ed evitando di manipolarne le emozioni.
Prima che venissero usati i sondaggi d'opinione, molta gente pensava che non ci si potesse fidare dell'opinione pubblica perché irrazionale, mal informata, caotica, ingovernabile eccetera, e quindi non se ne doveva tener conto. Invece con i sondaggi scientifici si stabilì molto chiaramente che la gente era razionale, sapeva prendere decisioni giuste , e ciò offriva alla democrazia la possibilità di essere davvero al corrente di cosa pensa il pubblico, dando a tutti una voce sul modo in cui è governato il Paese. Forse Gallup non avrebbe sostenuto che la voce della gente era la voce di Dio, ma comunque era convinto che la voce del pubblico fosse razionale e andasse ascoltata.
Quello che Roosevelt stava facendo era creare una nuova connessione tra i politici e le masse, che non erano più fatte di consumatori irrazionali tenuti sotto controllo mediante la soddisfazione dei desideri, ma erano piuttosto costituite di cittadini dotati di buon senso, che potevano partecipare al governo del Paese. Nel 1936 Roosevelt si ripresentò alle elezioni. Promise ulteriori regolamentazioni sul mondo della finanza, e il mondo delle 'corporations' vedeva in questo l'inizio di una dittatura: Roosevelt interferiva con l'impresa privata e, secondo loro, stava portando il Paese verso un debito che sarebbe durato per generazioni. Le 'corporations' sostenevano che il modo per risollevare il Paese sarebbe stato quello di lasciare più libero il mondo degli affari. Ma Roosevelt venne rieletto con un trionfo, e con queste prospettive il mondo finanziario decise di rispondere all'attacco per riconquistare il potere in America.

### La campagna capitalista dei Produttori contro il New Deal
Al centro della battaglia c'era ancora Edward Bernays e la professione da lui inventata: le pubbliche relazioni. In seguito alla rielezione di Roosevelt, gli affaristi cominciarono a ritrovarsi per discutere, prevalentemente in privato, e cominciarono a parlare della necessità di portare avanti una guerra ideologica contro il New Deal per poter riaffermare il collegamento tra l'idea di democrazia da una parte, e l'idea di impresa e di proprietà privata dall'altra. Così, sotto la protezione di un'associazione che esiste ancora oggi, la Associazione Nazionale dei Produttori (The National Association of Manufacturers, NAM), tra i quali membri figuravano rappresentanti delle maggiori società industriali degli Stati Uniti, venne lanciata una campagna con l'obiettivo specifico di creare legami a livello emotivo tra il pubblico e le aziende industriali: erano le tecniche di Bernays, applicate su larga scala. Venne organizzata una campagna della General Motors, che si proponeva di dimostrare in modo inequivocabile che erano stati gli industriali, e non i politici, ad aver creato l'America moderna. Bernays era consulente della General Motors, ma non era più da solo: il settore che lui aveva fondato adesso era in espansione, e centinaia di addetti alle pubbliche relazioni organizzarono una massiccia campagna, e, oltre ad usare inserzioni e cartelloni pubblicitari, riuscirono ad insinuare i loro messaggi perfino negli editoriali dei quotidiani. La battaglia si intensificò: per rispondere alla campagna, il governo produsse dei documentari per mettere in guardia il pubblico contro le manipolazioni senza scrupoli della stampa da parte del mondo degli affari, e il nemico pubblico era la nuova figura dell'addetto alle pubbliche relazioni. I filmati mostravano anche come i cittadini potessero analizzare la stampa autonomamente e responsabilmente, creando tabelle che evidenziassero i segnali dei tentativi surrettizi di quegli articoli per influenzare il pubblico. Ma suggerimenti così scrupolosi non sarebbero valsi a competere con la potente inventiva di Edward Bernays, che stava aiutando a creare la visione dell'utopia che il capitalismo del libero mercato avrebbe potuto costruire in America, se solo fosse stato reso meno vincolato a regolamentazioni dello Stato.

### L'Esposizione Universale
Nel 1939 New York ospitò l'Esposizione universale. Edward Bernays era il consulente principale e insisteva che il tema conduttore fosse il legame tra la democrazia e il mondo degli affari americano. Nel cuore dell'esposizione c'era una gigantesca sfera bianca che Bernays battezzò "Democracittà", e il principale oggetto in mostra era un modello meccanico gigante del futuro dell'America costruito dalla General Motors. Per Bernays, l'Esposizione Mondiale era un'opportunità per mantenere lo status quo, cioè il matrimonio tra democrazia e capitalismo. Ci riuscì manipolando la gente, facendo in modo che si pensasse che una vera democrazia fosse possibile solo in una società capitalista, perché essa era in grado di fare qualunque cosa, di costruire bellissime autostrade, di portare il cinema nelle case della gente, telefoni senza fili, luccicanti automobili sportive, insomma un puro consumismo. E lasciava così intendere ambiguamente che democrazia e capitalismo fossero indissolubili. L'Esposizione Mondiale ebbe un successo straordinario e riuscì a catturare l'immaginario dell'America. La visione che essa rappresentava era quella di una nuova forma di democrazia, nella quale le industrie rispondevano ai desideri più intimi della gente in un modo che i politici non sarebbero mai riusciti a soddisfare. Ma si trattava di una forma di democrazia che era basata sul fatto di trattare la gente non come cittadini partecipi, come aveva fatto Roosevelt, ma come passivi consumatori. Questa, secondo Bernays, era la chiave per il controllo di una democrazia di massa. Non era la gente a comandare, ma i loro desideri. La gente non contava nulla, non aveva alcun potere decisionale all'interno di una tale società. E in questo modo la democrazia è ridimensionata da una cittadinanza attiva all'idea di un pubblico di consumatori passivi, motivati prima di tutto da desideri istintivi e inconsci. Questi desideri, se riescono ad essere innescati, possono far ottenere dalla gente quello che l'industria vuole.

### La Seconda Guerra Mondiale
Ma questa lotta tra i due diversi modi di vedere gli esseri umani, se fossero cioè razionali o irrazionali, stava per essere influenzata in modo drammatico dagli avvenimenti in Europa. Avvenimenti che avrebbero tra l'altro cambiato le sorti della famiglia Freud. Nel marzo 1938 i nazisti annunciarono l'"Anschluss" ('annessione') dell'Austria. Hitler fu accolto a Vienna da esuberanti manifestazioni di adulazione di massa, e, mentre egli attraversava la città in automobile, i nazisti fomentavano sistematicamente l'odio, aizzando la folla contro i nemici della nuova Grande Germania. L'Anschluss fu come un'esplosione di terribile odio contro i cosiddetti nemici, o chiunque fosse considerato tale. Contro gli ebrei in modo particolare, ma anche contro molti austriaci che si erano opposti all'avvento dei nazisti in Austria. Dicevano che adesso tutto era legittimo, che potevano fare quello che volevano, e lo fecero.

### La fuga di Freud e il suo decesso
A Vienna aumentavano le violenze e gli omicidi, e Freud decise di partire. Il suo obiettivo era la Gran Bretagna ma sapeva che, come molti altri paesi, la Gran Bretagna non permetteva l'ingresso ai profughi ebrei. Così l'illustre psicanalista Ernest Jones venne in suo aiuto; essendo membro dello stesso club di pattinaggio del ministro per gli affari interni Sir Samuel Hall, Jones convinse Hall a concedere a Freud un permesso per entrare in Gran Bretagna, e nel maggio del 1938 sua figlia Anna e altri membri della sua famiglia partirono per Londra. Freud arrivò a Londra mentre l'Inghilterra si stava preparando ad entrare in guerra, e si stabilì con la figlia Anna in una casa ad Hampstead. Ma il cancro di cui soffriva era ormai ad uno stadio avanzato, e nel settembre del 1939, dopo tre settimane dall'inizio della guerra, Freud morì. La seconda guerra mondiale avrebbe cambiato drasticamente il modo in cui i governi vedevano la democrazia e i popoli che governavano.

### La relazione con la Philco
Nel frattempo Bernays continuava con successo la sua attività di PR. Nel 1939 venne richiamato da James M. Skinner, presidente della Philco, nota azienda produttrice di elettrodomestici. Il suo intento era quello di aumentare le vendite dei suoi prodotti. Il primo progetto di Bernays fu di promuovere il lancio di un nuovo modello di radio hi-fi, dopo che una ricerca tra gli appassionati di musica aveva rivelato che questi apparecchi non erano in grado di riprodurre il suono in modo sufficientemente fedele. Per dimostrare la qualità del nuovo prodotto, la Philco affittò una sala da ballo dell'hotel Waldorf Astoria di New York, invitando la famosa cantante d'opera spagnola Lucrezia Bori. I giornali accorsero all'evento per ascoltare la voce della cantante attraverso la nuova radio, e il giorno dopo i quotidiani commentarono positivamente le qualità acustiche dell'apparecchio. Ma il suo compito per la Philco non era terminato: la sua idea fu quella di creare una linea di apparecchi di qualità e costo superiori, rivolti ad una clientela più ricca. Ma la strategia prevedeva anche l'avvio di nuovi programmi tesi a promuovere l'ascolto della musica e l'educazione musicale. Parallelamente Bernays creò, con la sponsorizzazione della Philco, il Radio Institute of Audible Arts (RIIA). Dopo aver avviato con successo questi programmi, le vendite delle radio di lusso della Philco si incrementarono. Per intensificare ulteriormente la vendita delle radio della Philco alla clientela più facoltosa, Bernays ideò il progetto di creare all'interno del proprio appartamento una sorta di sala dedicata all'ascolto della musica, e lanciò una linea di apparecchi inseriti all'interno dei componenti dell'arredamento. Egli affermò: "La radio, che era una sorta di giocattolo per il popolino, diventa lo strumento musicale dei ricchi".

### Anni '50
Negli anni successivi Bernays divenne uno dei più potenti Public Relators d'America, lavorò per la maggior parte delle principali società e collaborò con molti politici, tra cui il presidente Dwight D. Eisenhower. Come lo zio Sigmund, Bernays era convinto che gli umani erano dominati da forze irrazionali e l'unico modo di relazionarsi col pubblico passava attraverso i suoi desideri e paure. Egli osservò che invece di ridurre la paura del Comunismo, nella gente si poteva addirittura incoraggiarne la paura, e manipolarla, per farla diventare un'arma nella Guerra fredda. Discorsi più razionali, secondo lui, non potevano dare frutto.

#### Operazione PBSUCCESS e l'ingegneria del consenso attraverso le bugie e le manipolazioni
Uno dei principali clienti di Bernays era la "United Fruit Company" (l'attuale Chiquita Brands International), che possedeva vaste piantagioni di banane in Guatemala, nel Centro America. Per decenni la United Fruit aveva controllato il paese mediante dittatori corrotti, era riconosciuta come la "Repubblica delle Banane". Ma nel 1953 fu eletto presidente un giovane ufficiale, il colonnello Jacobo Arbenz Guzmán, il quale promise di liberare il paese dal controllo della United Fruit. Quello stesso anno annunciò che il governo avrebbe confiscato molte delle terre della compagnia. Si trattò di una mossa molto popolare, ma un disastro per la United Fruit Company, che si rivolse a Bernays per liberarsi di Arbenz. Egli comprese che doveva trasformare l'immagine di un governo eletto dal popolo che stava facendo del bene al Paese, nell'immagine di un paese troppo vicino ai confini americani, e che rappresentava una minaccia per la democrazia americana. Essendo il periodo della Guerra Fredda, con gli americani già molto sensibili al "pericolo rosso" e a ciò che i comunisti potevano fare, Bernays trasformò brillantemente questa situazione in una minaccia comunista vicino ai propri confini. Fece uscire l'attività commerciale della United Fruit dal quadro, e trasformò il tutto in una questione di minaccia ai valori della democrazia americana. In realtà Arbenz era un socialista democratico senza alcun legame con Mosca, ma Bernays macchinò per renderlo una minaccia comunista. Organizzò un viaggio in Guatemala per influenti giornalisti americani. Pochi di questi sapevano qualcosa del Guatemala e della sua politica. Bernays li fece divertire e poi li fece incontrare con alcuni selezionati politici del luogo, i quali riferirono che Arbenz era un comunista controllato da Mosca. Durante la visita ci furono anche violente dimostrazioni anti-americane nella capitale. Molti di coloro che lavoravano per la United Fruit erano convinti che la cosa era stata organizzata da Bernays stesso. Quest'ultimo negli Stati Uniti creò anche una finta agenzia di stampa indipendente, la "Middle America Information Bureau", la quale bombardò il pubblico americano con la notizia che Mosca intendeva usare il Guatemala come testa di ponte per attaccare gli Stati Uniti. Tutto ciò sortì l'effetto desiderato:
Emergeva qualcosa di profondamente nuovo nella tecnica di Bernays: portò la minaccia agli Stati Uniti dietro l'angolo, il Guatemala. Per la prima volta gli americani videro il comunismo a 300 chilometri da New Orleans. Bernays riuscì a far credere agli americani che ci fosse un avamposto sovietico dietro casa loro.
Ma Bernays non stava solo cercando di bloccare il regime di Arbenz. Questo era solo parte di un complotto segreto: il presidente Eisenhower era d'accordo sul fatto che il regime di Arbenz doveva capitolare, ma non poteva sostenerlo apertamente. La CIA fu incaricata di organizzare un colpo di stato. In collaborazione con la United Fruit, la CIA addestrò e armò un esercito di ribelli e trovò un nuovo leader, dal nome di colonnello Carlos Castillo Armas. L'agente della CIA incaricato di ciò era Howard Hunt, in seguito coinvolto nello Scandalo Watergate.
(Howard Hunt)
Mentre i piloti della CIA scaricavano bombe su Città del Guatemala, Edward Bernays portava avanti la sua campagna sulla stampa americana. Stava preparando la popolazione americana a vedere questi fatti come la liberazione del Guatemala da parte di liberi combattenti per la democrazia. Egli sapeva bene che il colpo di stato sarebbe avvenuto quando le condizioni nel pubblico e nella stampa l'avessero permesso, ed egli creò tali condizioni. In definitiva egli stava ridando forma alla realtà, e dando forma all'opinione pubblica in modo antidemocratico e manipolatorio. Il 27 giugno del 1954 il colonnello Arbenz lasciò il paese e Armas arrivò come nuovo leader. Entro pochi mesi il vicepresidente Richard Nixon visitò il Guatemala. In una messinscena allestita dal dipartimento PR della United Fruit, gli furono mostrati mucchi di libri e opuscoli marxisti trovati, fu detto, nel palazzo presidenziale.
(Richard Nixon)
Bernays aveva manipolato il popolo americano, e lo aveva fatto perché credeva, come molti altri all'epoca, che gli interessi del mondo degli affari e quelli della nazione americana fossero indivisibili, specialmente se minacciati dal pericolo del comunismo. Ma Bernays era convinto dell'impossibilità di spiegarlo razionalmente agli americani, perché li riteneva non razionali. Sosteneva che fosse necessario andare a toccare le loro paure interiori e manipolarle nell'interesse di una verità superiore. Bernays chiamò questo approccio "ingegneria del consenso". Bernays era profondamente convinto dello stile di vita americano, ma non credeva nell'intelligenza degli americani. Se non si lascia la gente libera di scegliere e la si costringe, per quanto sottilmente, a scegliere qualcosa di prestabilito, non c'è più democrazia ma un vecchio concetto autoritario.

### La morte
Bernays morì nel 1995 all'età di 103 anni.

## Opere (parziale)
- 1917 - The Broadway Anthology (E.Bernays, S. Hoffenstein, M. Pemberton)
- 1923 - Crystallizing Public Opinion
- 1927 - The Verdict of Public Opinion on Propaganda
- 1928 - Propaganda, Della manipolazione dell'opinione pubblica in democrazia. ,  2008, Bologna, Fausto Lupetti Editore
- 1936 - Presenting American Business
- 1937 - Public Relations as a Career
- 1940 - Speak Up for Democracy
- 1941 - Morale: First Line Of Defense? (E. Bernays, H. Lasswell, N. Thomas)
- 1942 - The Future of Private Enterprise in the Post-War World
- 1944 - Tomorrow's Public Relations: A Blueprint for American Business
- 1945 - Take Your Place at the Peace Table
- 1945 - The Social Responsibility of Public Relations
- 1947 - The Engineering of Consent: A Scientific Approach to Public Relations
- 1947 - East Orange and the East-West Freeway;: A Study With Recommendations
- 1950 - How Business Can Sell the American Way of Life to the American People
- 1958 - The American Press and the Public: A Study and Recommendations
- 1961 - Your Future in Public Relations
- 1965 - Biography of an Idea: Memories of a Public Relations Counsel
- 1986 - The Later Years: Public Relations Insights 1956-1986
- 2004 - Public Relations